# Pellegrina

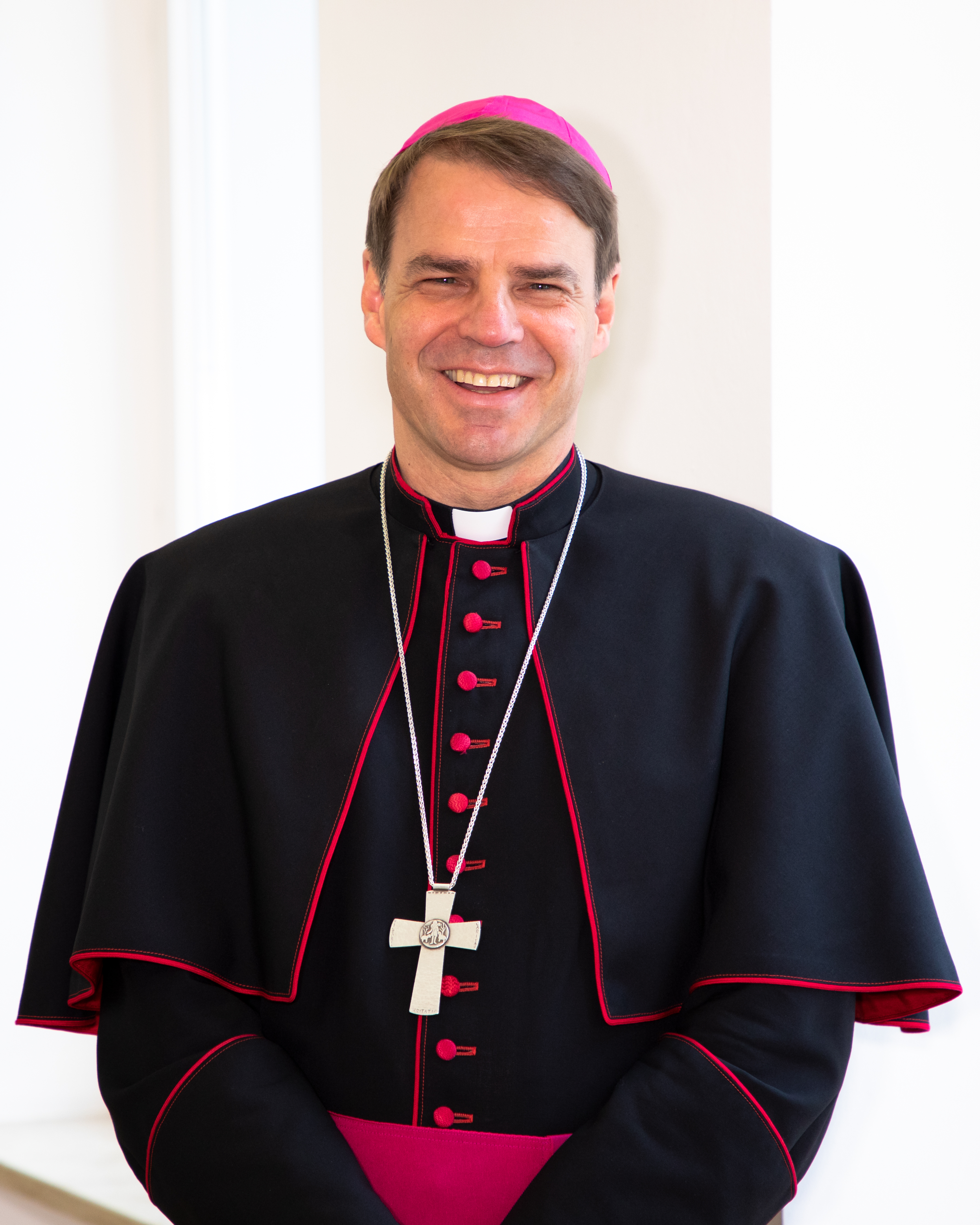
Il vescovo Stefan Oster in abito talare e pellegrina nera con bordi paonazzi

La pellegrina è una mantellina corta che arriva ai gomiti ed è aperta sul petto, facente parte dell'abito talare del clero cattolico; essa è utilizzata, dunque, dai presbiteri, dai vescovi, dai cardinali e dal papa.

## Caratteristiche
La pellegrina è simile alla mozzetta, dalla quale però si differenzia per il fatto di essere aperta sul davanti; essa consiste in una corta mantellina di colore nero che arriva sino al gomito e presenta, in base al grado di chi la indossa, bordi e fodera di colore differente: bordi e fodera nera per i presbiteri; bordi e fodera di colore paonazzo per i vescovi; bordi e fodera ponsò per i cardinali. Fa eccezione la pellegrina del papa, la quale, invece, è interamente bianca.
La pellegrina bianca può essere utilizzata anche dai preti, dai prelati, dai vescovi e dai cardinali che si trovano in terra di missione, o vivono in zone tropicali o dove il clima è particolarmente caldo, a patto che bordi e fodera siano del grado corrispondente (ad esempio, un cardinale può indossare la pellegrina bianca, abbinata all'abito talare bianco, purché sia con bordi e fodera colore ponsò), per differenziarsi dalla pellegrina del papa, giacché quest'ultimo è l'unico che può interamente vestirsi di bianco.
È anche l'indumento distintivo dei pellegrini, da cui deriva il nome.
|      |           |         |       |
| Papa | Cardinale | Vescovo | Prete |

## Uso
La regola generale della Chiesa cattolica prevede l'utilizzo della pellegrina per cardinali e vescovi con l'abito talare. Per i presbiteri essa non è obbligatoria, ma facoltativamente può essere indossata. La pellegrina, come per i cardinali e i vescovi, è parte integrante dell'abito talare del papa.
Papa Pio IX nel 1850, anno in cui rivedette la gerarchia cattolica in Inghilterra e Galles, concesse a tutti i sacerdoti cattolici locali l'utilizzo della pellegrina nera sui loro abiti. Questo uso si diffuse come segno distintivo dei sacerdoti della Chiesa cattolica d'Inghilterra in Inghilterra, Galles, Scozia, Irlanda, Australia e Nuova Zelanda.
Quando papa Benedetto XVI diede le proprie dimissioni nel 2013, egli decise di continuare ad utilizzare l'abito papale senza la pellegrina bianca, per differenziarsi anche negli abiti dal pontefice in carica.

## Galleria d'immagini

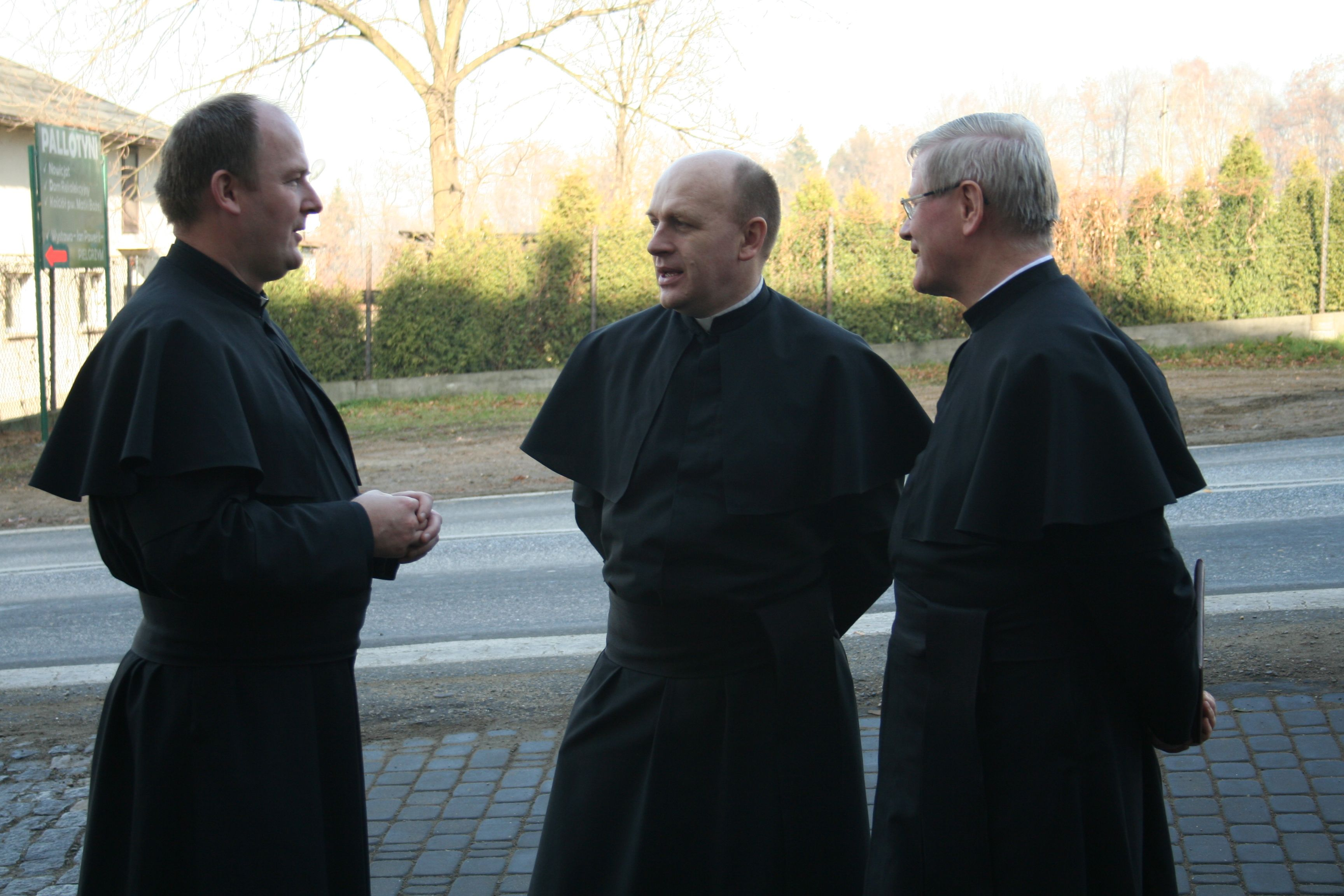
Padri pallottini polacchi che indossano delle pellegrine nere
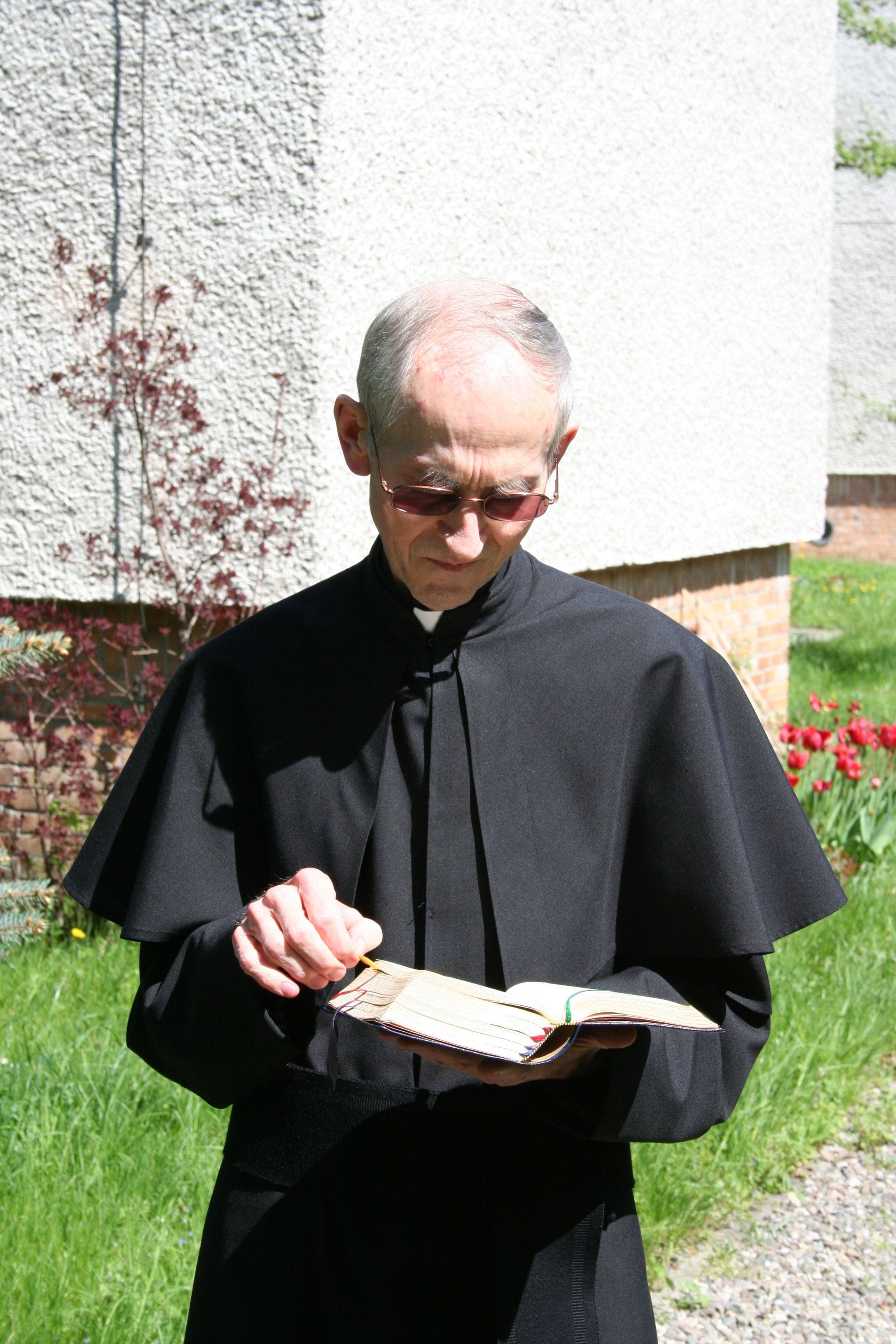
Padre Julian Warzecha indossa la pellegrina nera sull'abito talare
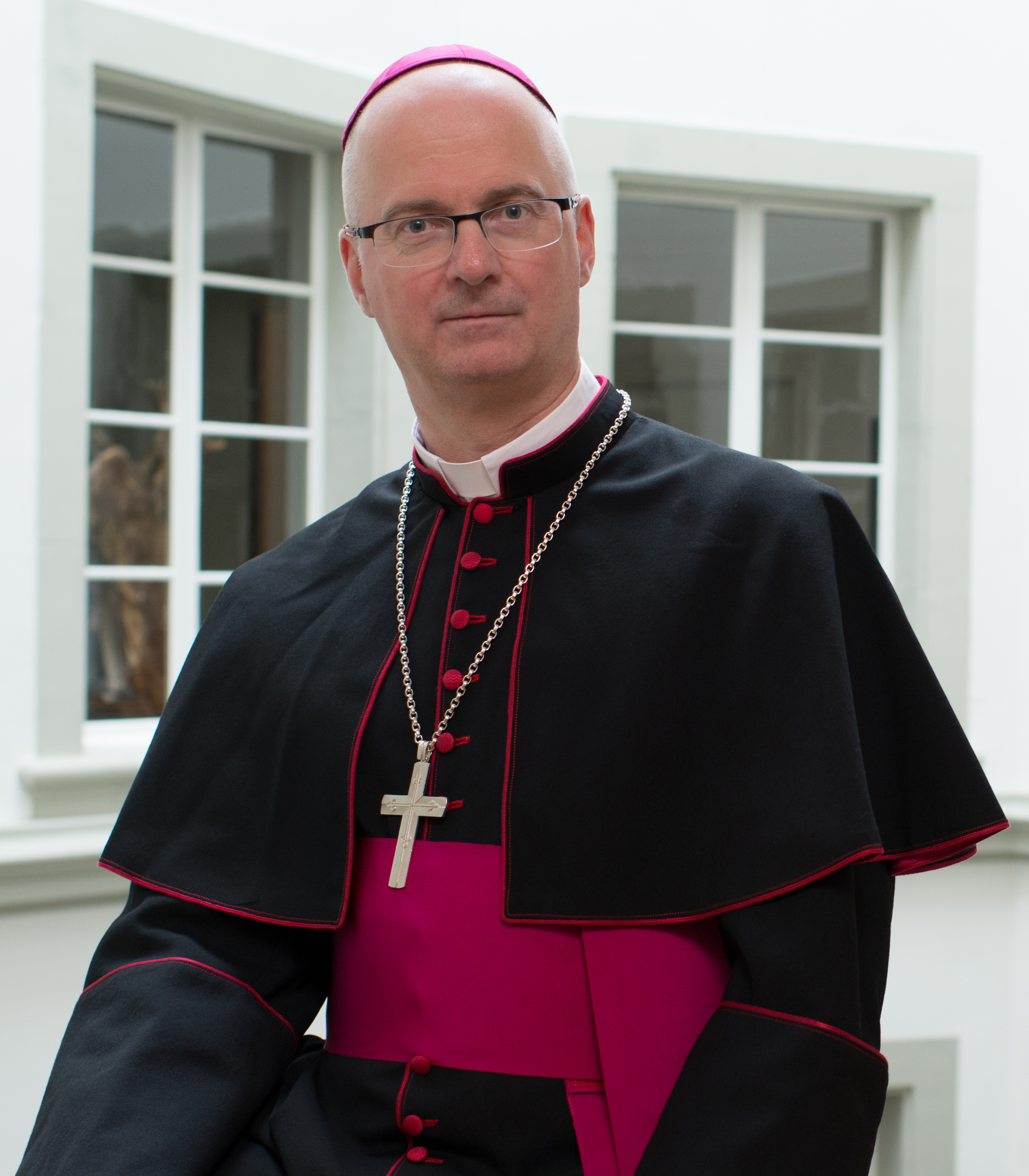
Mons. Charles Morerod in abito talare e pellegrina nera con bordi paonazzi
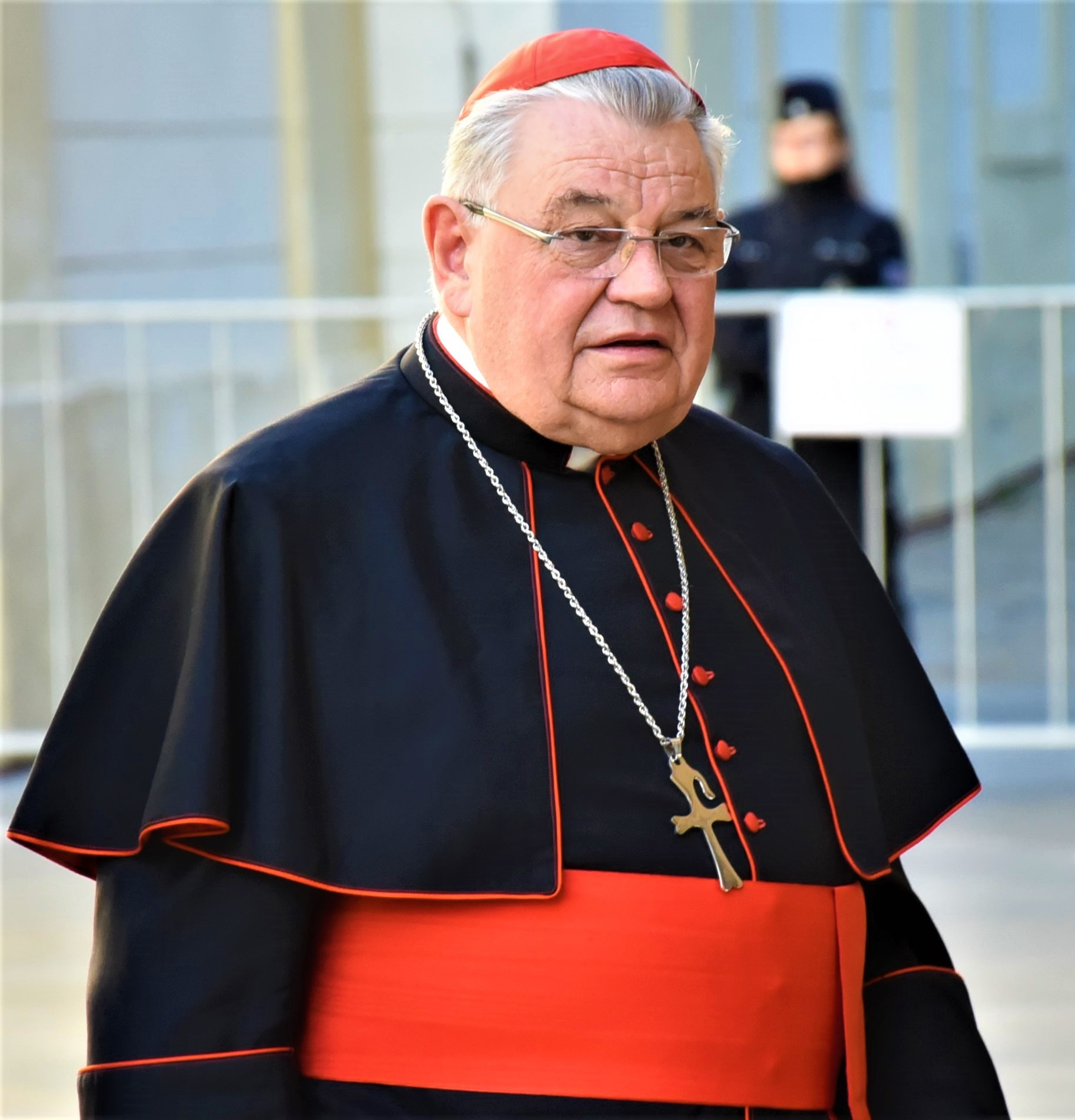
Il cardinale Dominik Duka indossa la talare e la pellegrina nera con bordi ponsò
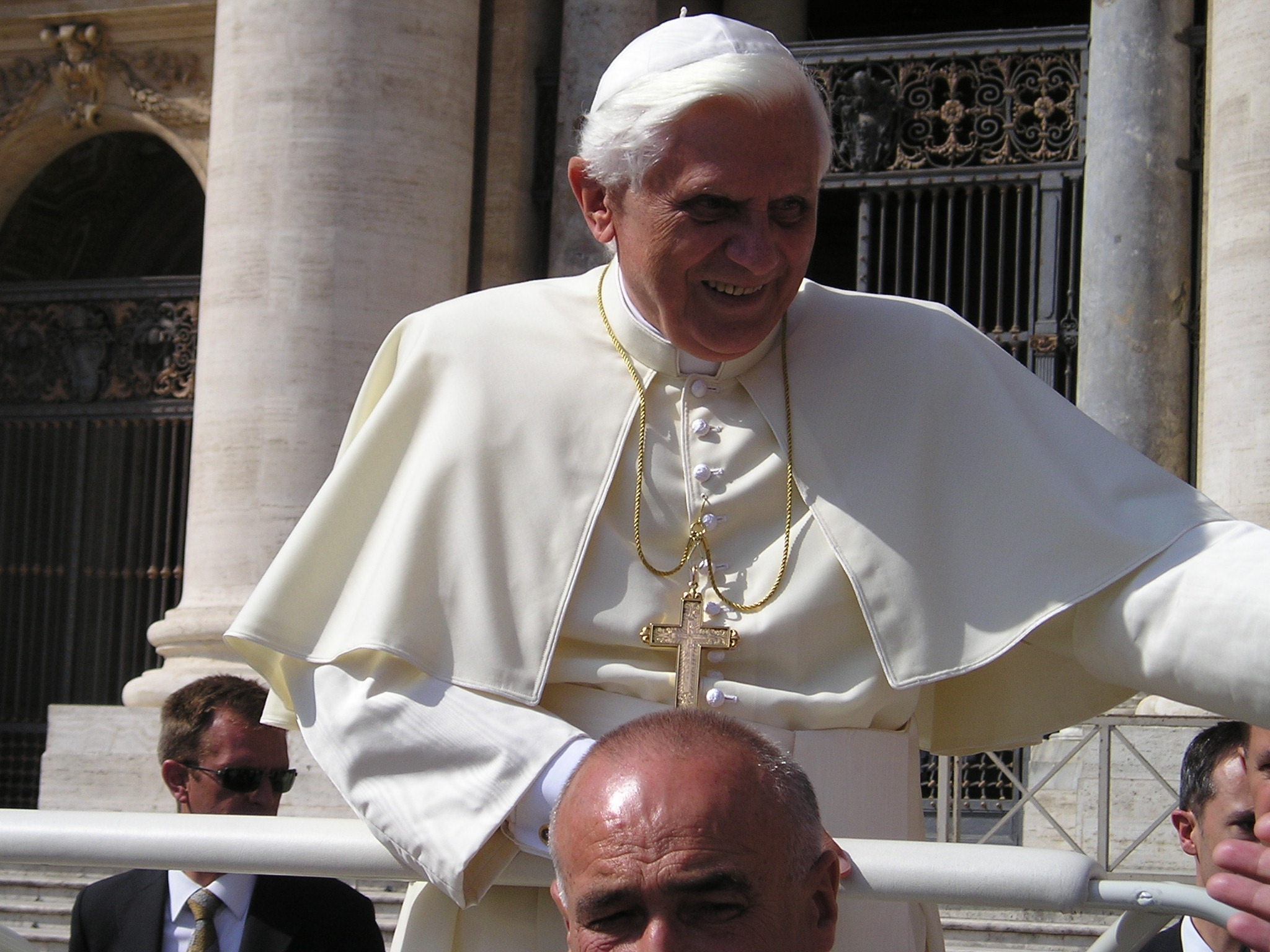
Papa Benedetto XVI indossa la pellegrina bianca
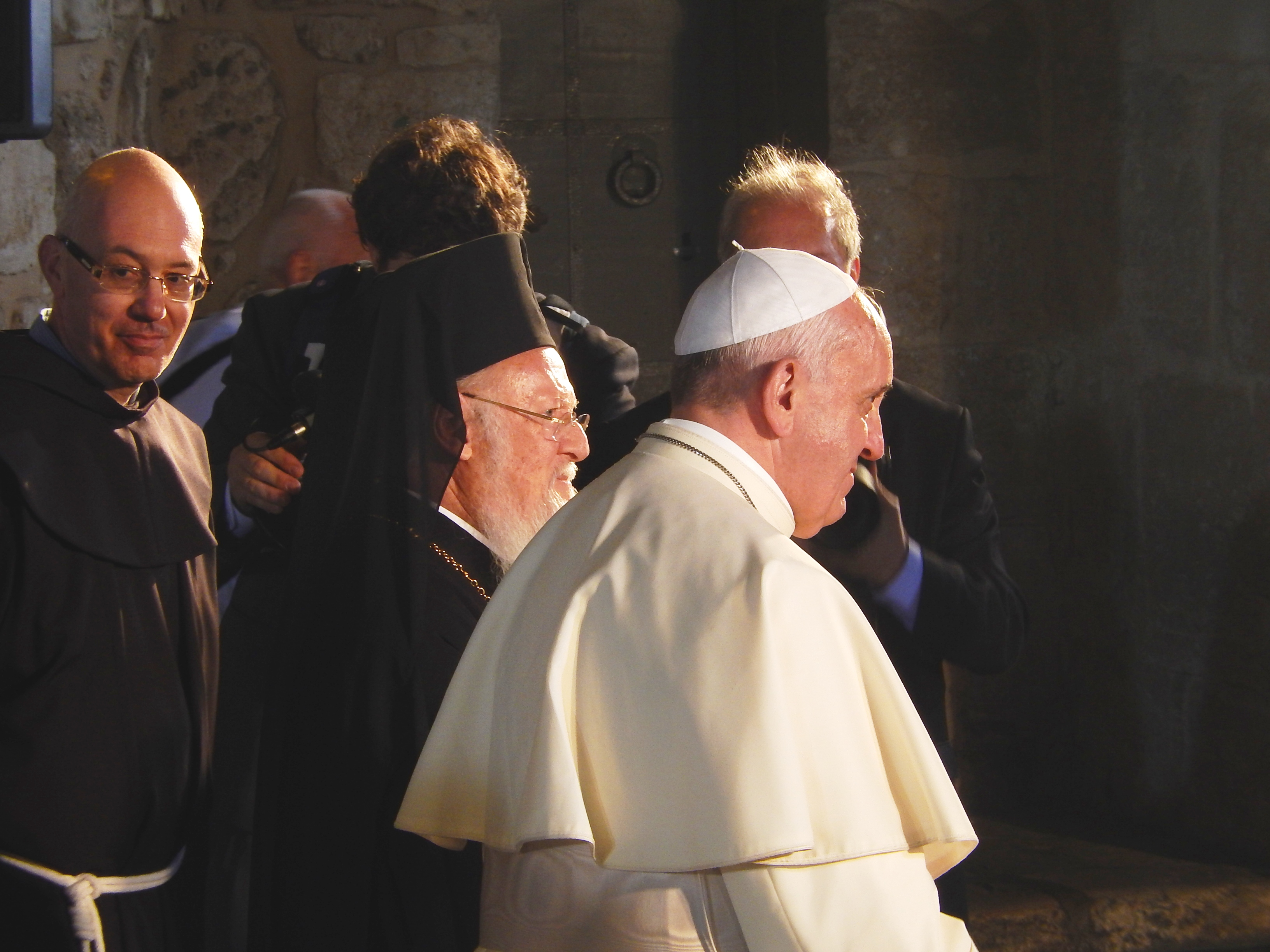
Papa Francesco indossa la pellegrina sull'abito talare (vista laterale) durante il sua viaggio apostolico in Terra Santa nel 2014
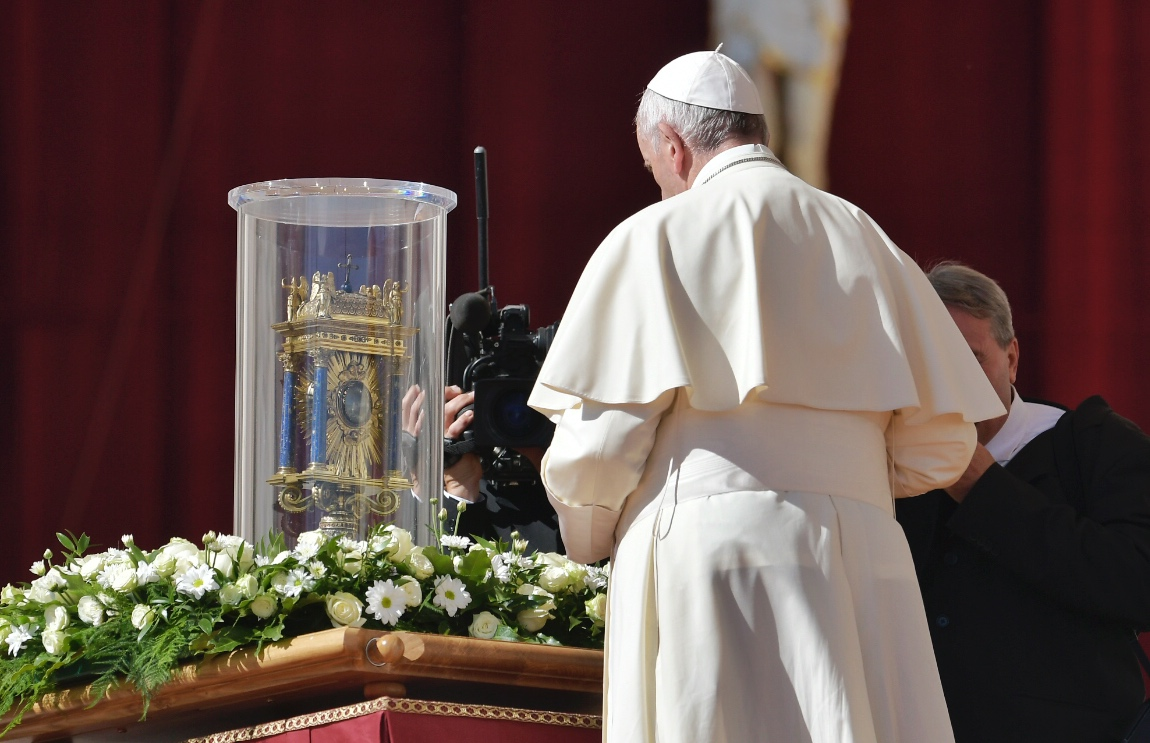
Papa Francesco indossa la pellegrina (vista posteriore)
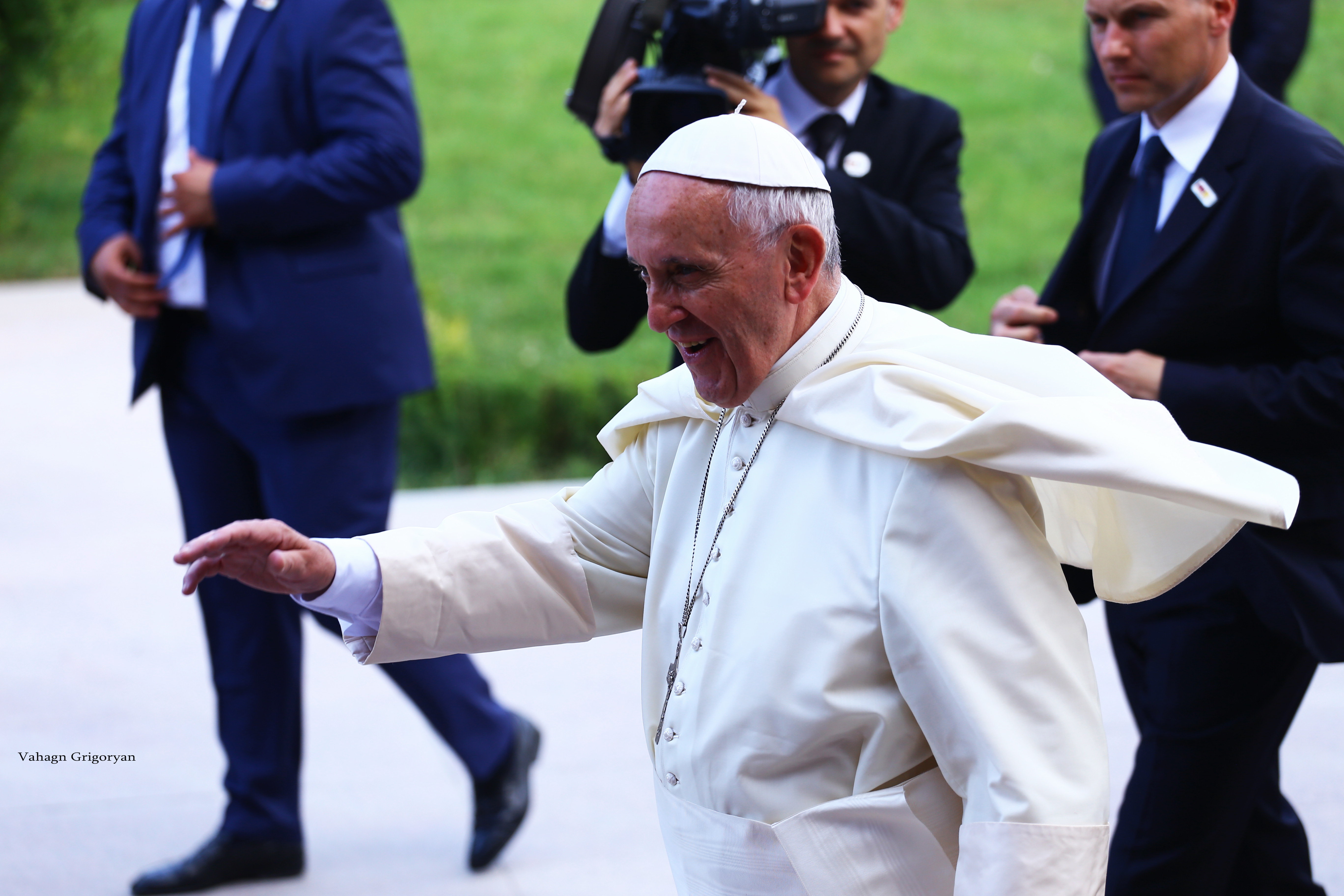
Papa Francesco indossa la pellegrina, che è mossa dal vento
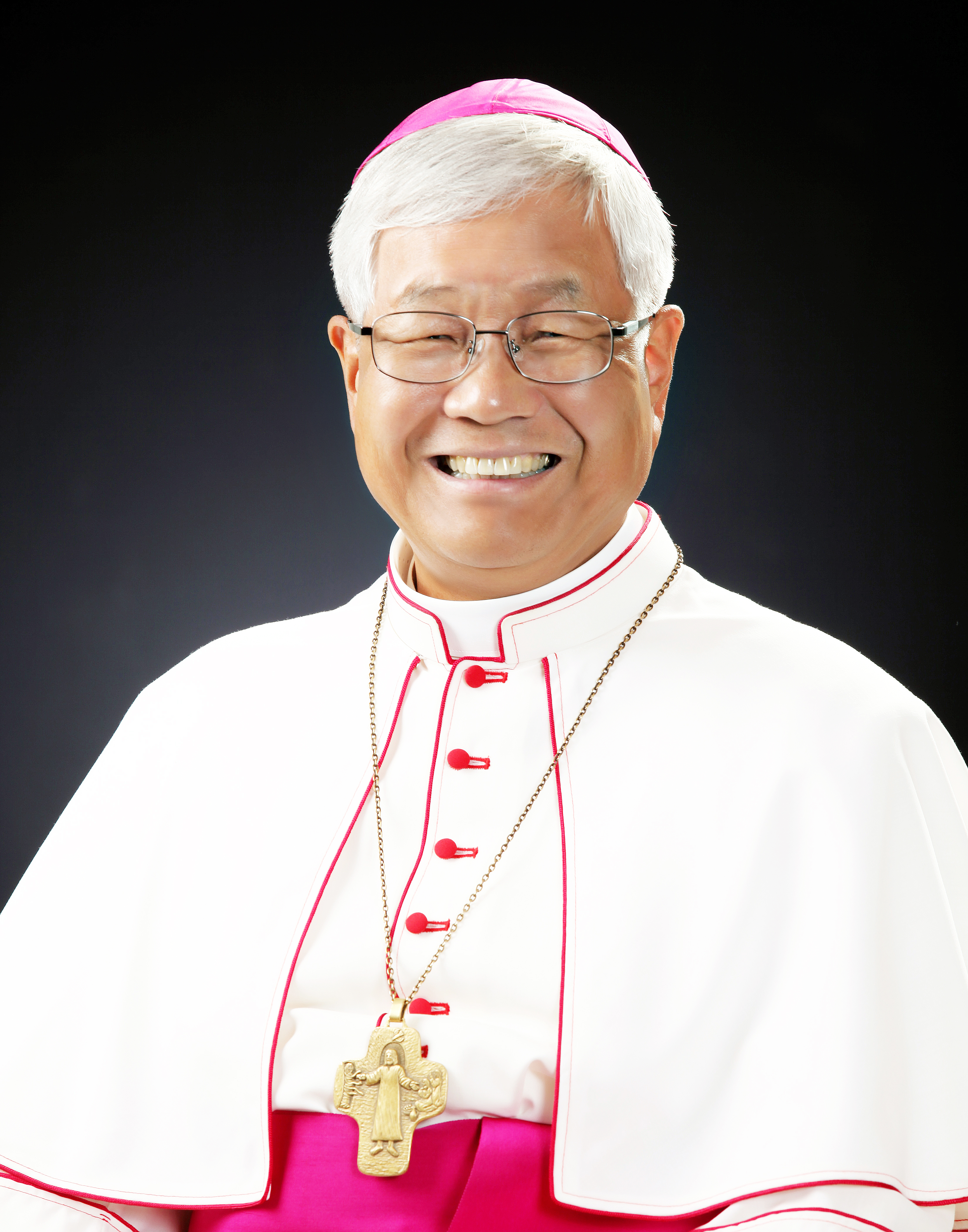
Mons. Lazarus You Heung-sik (allora vescovo di Daejeon, poi cardinale) indossa la pellegrina bianca con bordi e fodera paonazzi